# Студенческий городок Лефортово
Студенческий городок Лефортово (Студенческий городок «Анненгофская роща») — комплекс зданий Московского энергетического института, необходимый для проживания иногородних студентов. Рассчитан на 3000 мест и является одним из самых больших в Москве.
Обслуживание студенческого городка Лефортово проводится компанией «Студенческий городок „Лефортово“ ГОУВПО „МЭИ (ТУ)“» — дочерней по отношению к ГОУВПО «МЭИ (ТУ)». Дирекция городка расположена по адресу: г. Москва, ул. Энергетическая, д. 14, корп. 4.

## История
Инициатива по строительству студенческого городка принадлежит бывшему директору МЭИ В. А. Голубцовой. За восстановление МЭИ после войны В. А. Голубцова была награждена орденом Красной Звезды.
Студенческий городок построен на территории исторической местности Анненгофская роща, которая была уничтожена смерчем в начале 20 в. Этот студенческий городок стал одним из первых и самых больших в СССР, объединив в себя учебные корпуса, общежития, спортивные залы, хозяйственные и административные корпуса различных высших учебных заведений, включая Институт связи, Электротехнический и Энергетический институты. Корпуса зданий, включенных в студенческий городок, строились по типовым проектам одновременно с несколькими подобными массивами во Всехсвятском и Дорогомилове. Студенческий городок занимает территорию между улицами Лефортовский вал, Энергетическая, Красноказарменная и Энергетический проезд на площади более 47 тыс. м², а также на улице 1-я Синичкина.

## Архитектура
Студенческий городок построен по проекту архитекторов П. Н. Блохина, Б. В. Гладкова и А. М. Зальцмана в 1929—1930 годах. Архитектурными особенностями зданий, построенных в стиле советского авангарда, является большая площадь остекления, наличие эркеров в форме цилиндров и полукруглых балконов.

## Современность
Городок включает в себя общежития по факультетам, Дом культуры, столовые, бассейн, стадион, учебные корпуса, санаторий-профилакторий, поликлиника, научно-техническая библиотека, пункты выдачи спортивного инвентаря, баня. Здания городка построены в 30-50-е годы 20 века. Каждое лето в студгородке проводится ремонт общежитий.
Большинству зданиям студгородка около 80 лет. В настоящее время МЭИ включен в адресную инвестиционную программу по строительству новых корпусов общежитий для студентов и аспирантов. В настоящее время здесь идет снос старых построек и строительство двух новых.
Общежития делятся на коридорного типа — с удобствами на этаже проживания и блочного — (одна ванная комната и туалет на блок) типа. В корпусах общежитий есть комнаты отдыха и рабочие комнаты, спортивные и танцевальные залы, теннисные комнаты, гладильные комнаты, прачечные и ателье. Живут студенты в комнатах по 3-4 человека, аспиранты — по 2 человека. В общежитиях студгородка МЭИ действуют локальные вычислительные сети (ЛВС) с доступом в Интернет.
В центре городка находится памятник студентам МЭИ — участникам Великой Отечественной войны.

## Корпуса
- ул. Энергетическая, д. 14, корп. 4
- ул. Энергетическая, д. 6
- ул. Энергетическая, д. 18
- ул. Энергетическая, д.10, корп. 1
- ул.1-я Синичкина, д. 3, корп.1
- ул.1-я Синичкина, д. 3, корп.1А